# Lolo National Forest

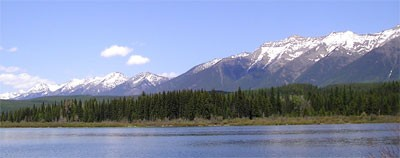
Der Rainy Lake im Lolo National Forest

Der Lolo National Forest ist ein Nationalforst in den nordwestlichen USA. Er liegt im Westen des US-Bundesstaates Montana; seine Westgrenze wird durch die Bundesstaatengrenze zu Idaho gebildet. Der Lolo National Forest umfasst eine Fläche von 8.000 km². Die Forstverwaltung befindet sich in Missoula.
An den Nationalforst schließt sich nördlich die „Flathead Indian Reservation“ an. Das etwas unzusammenhängende Gebiet des Lolo National Forest umgibt die Stadt Missoula, schließt sie jedoch nicht völlig ein. Auch einige benachbarte Nationalforste grenzen an den Lolo National Forest an, zum Beispiel der Flathead National Forest, der Clearwater National Forest und der Idaho Panhandle National Forest.
Im Lolo National Forest sind vier „wilderness areas“ ausgewiesen: Die Scapegoat Wilderness und die Bob Marshall Wilderness liegen nur teilweise im Nationalforstgebiet; die Welcome Creek Wilderness und die Mission Mountains Wilderness befinden sich vollständig im Areal des Nationalforsts. Der Lolo National Forest wurde 1906 gegründet; er entstand durch Zusammenlegung von vier verschiedenen vorher vorhandenen Wäldern, die zu Verwaltungszwecken zusammengefasst wurden. 
Der Lolo National Forest liegt westlich der Kontinentalscheide; er wird von kontinentalem und von maritimem Klima beeinflusst. Im Nationalforst gibt es über 100 benannte Seen, fast 1.000 benannte Bäche und fünf Flüsse; einer davon ist der Flathead River. 
Innerhalb des Nationalforsts kommen allein 17 verschiedenen Nadelbaumarten und fünf Laubbaumarten vor; insgesamt sind 1.500 verschiedene Pflanzenarten im Park nachgewiesen, davon 250 Neozoen. Einige Exemplare der Riesenthuja (Thuja plicata) im Lolo National Forest erreichen Wuchshöhen von 60 Metern bei Baumdurchmessern von 2,5 Metern und sind somit die höchsten Bäume von ganz Montana.
In der Tierwelt des Nationalforsts sind 60 Säugetierarten, 20 Fischarten und 300 Vogelarten bekannt. Zu den großen Säugetieren gehören der Braunbär (Ursus arctos), der Amerikanische Schwarzbär (Ursus americanus), die Schneeziege (Oreamnos americanus), das Dickhornschaf (Ovis canadensis) Wapitis, der Elch (Alces alces) und der Maultierhirsch (Odocoileus hemionus). An Vögeln sind der Weißkopfseeadler (Haliaeetus leucocephalus) und der Steinadler (Aquila chrysaetos), der Trompeterschwan (Cygnus buccinator) und der Kanadareiher (Ardea herodias) anzutreffen.
Im Lolo National Forest sind 1.100 km Wanderwege angelegt; es gibt ein Dutzend Campgrounds.